# Ponte da Rata
A Ponte da Rata foi uma ponte localizada em Eirol no concelho de Aveiro, construída no século XIX, que atravessava o Rio Águeda ligando as localidades de Eirol e Almear. Foi uma ponte construída em grés de Eirol que continha 6 arcos e fazia parte da estrada que ligava Aveiro e Águeda. Foi desactivada dando lugar a uma nova ponte e posteriormente foi demolida no ano de 2002, no entanto, a nova ponte também é conhecida por Ponte da Rata. 

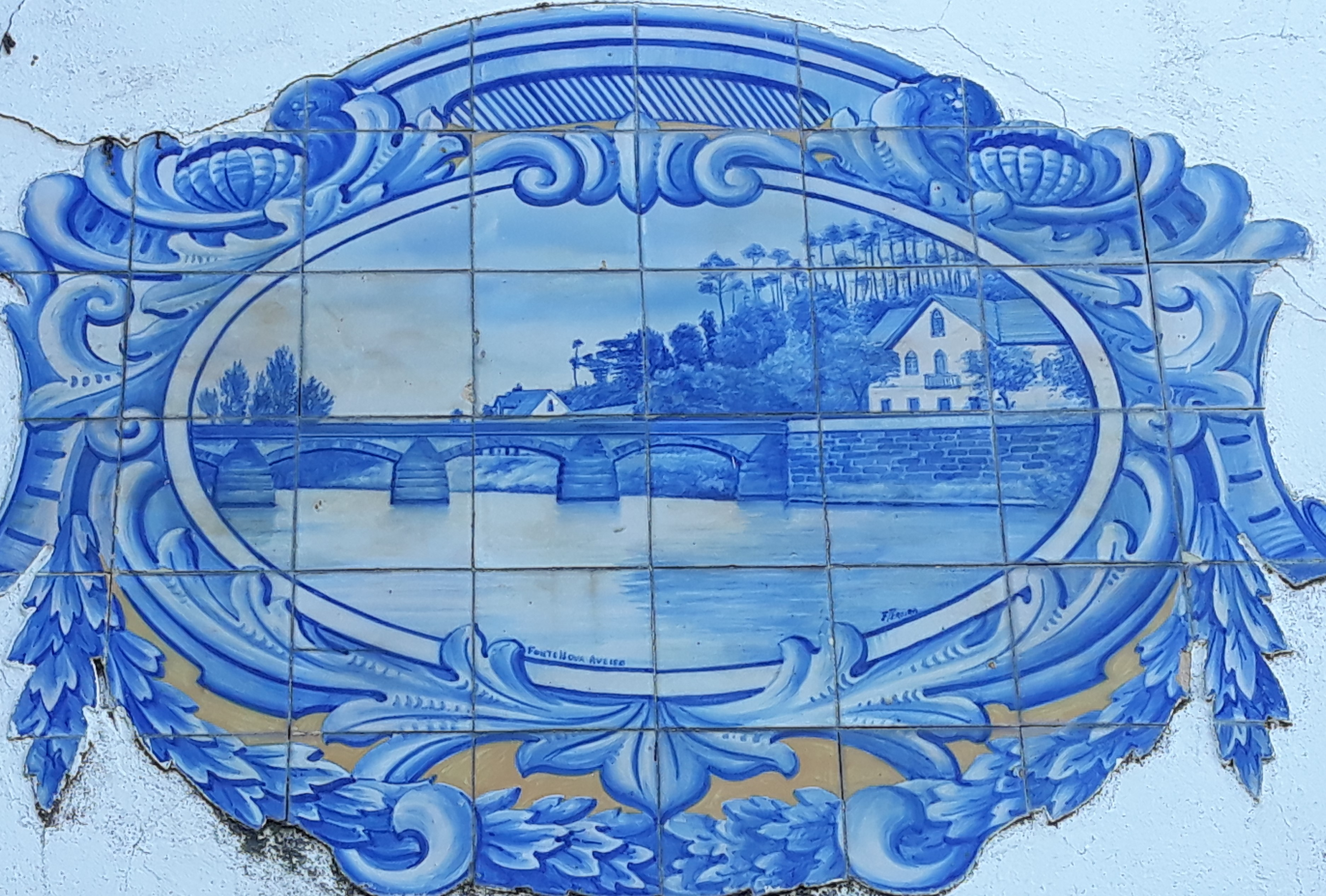
Painel de azulejos na estação de Aveiro a representar a Ponte da Rata

## História
A ponte da Rata começou a ser construída em Maio de 1865 e ficou concluída em Outubro de 1866, as obras decorreram sob a direcção do engenheiro Silvério Augusto Pereira da Silva. Esta ponte foi edificada em simultâneo com a construção da estrada que liga Eixo à ponte da Rata em Eirol obra esta que já tinha começado em Agosto de 1864, ponte esta que posteriormente, ligaria Eirol ao lugar de Almear, já no concelho de Águeda, e transpondo o rio Águeda. 
A ponte com seis arcos foi construída em grés de Eirol, que por ser um arenito, tem pouca resistência, e com a passagem da água do rio, acelerou a sua deterioração, degradando-se rapidamente, sendo essa uma das principais razões que levou a ponte durar pouco mais de 130 anos.  
No final do século passado, já desactivada, a ponte foi alvo de obras de requalificação básicas, nomeadamente nos seus pilares, obras essas que contrariamente ao esperado, aceleraram a degradação da ponte, chegando mesmo a ruir parte desta.  
Por ter um espaço reduzido para a passagem do caudal do rio em períodos de cheias, houve suspeitas que esta ponte fosse a razão das cheias existentes na cidade de Águeda, situada a poucos km a montante,e tendo em conta o avançado estado de degradação, a Ponte da Rata foi demolida. É de notar que apesar da demolição da ponte, as cheias na cidade de Águeda continuaram.  
No final do século passado já com a Ponte da Rata muito degradada, foi construída uma nova ponte, ao lado da velha, com outras características respondendo ás necessidades do tráfego da Estrada Municipal 230 (parte municipalizada da EN230), construção esta já em Betão, e que devido ao desaparecimento da Ponte anterior, a nova ponte, é conhecida pelo mesmo nome: Ponte da Rata.  
Da Ponte da Rata, só resta um pilar na margem direita do rio Águeda. 

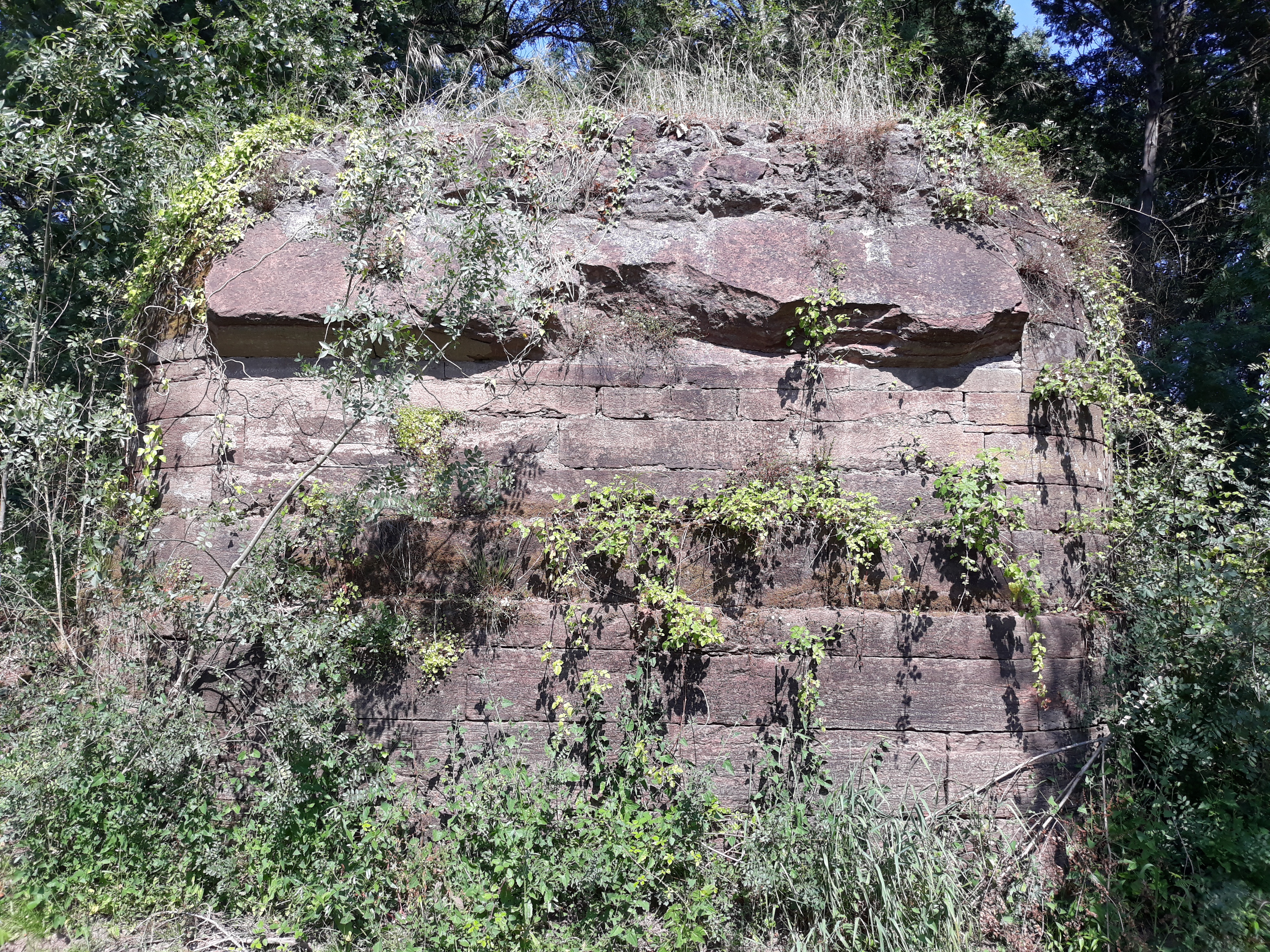
Pilar que resta da Ponte da Rata

## Curiosidades
- A ponte da Rata foi construída por cima de outra ponte, possivelmente essa ponte teve origem nos finais do século XII ou inícios do século XIII, que devido ao assoreamento daquela área, ficou subterrada, posteriormente já com a ponte da rata construída encontrou-se um arco dessa antiga ponte de baixo de um arco da Ponte da Rata, no entanto, o arco da ponte da Rata ruiu e destruiu o arco da antiga ponte.
- Não se sabe a origem do nome que foi dado à Ponte da Rata, por esse motivo a razão deste nome não é consensual, havendo várias hipóteses e historias. Uma delas é que enquanto estavam a projectar a ponte no local, uma ratazana passou o rio de um lado ao outro, por esse motivo começaram a chamar o nome de Ponte da Rata.
- A Ponte da Rata é um dos elementos representados no brasão de Eirol.

"Aveiro e Cultura. Calendário Histórico de Aveiro"